# Arie Abrahamson
Arie ben Erez Abrahamson, auch Aryeh Abrahamson und  Aladar Abrahamson (* 16. Juni 1904 in Topoltschan, Österreich-Ungarn; † 1. Juni 1992 in Israel) war ein jüdischer Komponist und Juwelier. Schon in den frühen 1930ern fügte er in seinen Signaturen im Gedenken an seinen Vater den Vatersnamen Ben (Sohn des) Erez (ein Akronym von AhaRon Ze’ev) ein.

## Leben
Arie Abrahamson war eines von fünfzehn Kindern von Aaron Zeʾev Abrahamsohn, eines Komponisten und Hauptkantors in Topoltschan.  Arie selbst erhielt eine traditionelle jüdische Ausbildung und studierte unter der Anleitung seines Vaters Musik. Ihm wurde schon als Kind die Leitung des Synagogenchors in Topoltschan anvertraut. Abrahamson entschied sich aber gegen die Laufbahn als Kantor, begann aber mit musikalischem Talent ausgestattet mit dem Komponieren. In den 1920er erlernte er in Belgien den Beruf des Juweliers und beendete die Ausbildung mit einem Abschluss als Meister. Er zählte zu einer Gruppe von fünf Juwelieren, die mit der Anfertigung der Kronjuwelen für die belgische Königin Astrid von Schweden beauftragt worden war.  In den 1930er Jahren lebte er in Bratislava. In dieser Zeit vertonte er Texte von Morris Rosenfeld, Chaim Nachman Bialik, Saul Tschernichowski und Abraham Reisen. Rosenfelds Texte wie Der Tränenmillionär und Sturm kannte er nur aus von Berthold Feiwel angefertigten deutschen Übersetzungen aus dem Englischen. Nach der Verkleinerung  der Tschechoslowakei 1938 flüchtete er im Frühjahr 1939 aus Bratislava nach Belgien. Am 10. Mai 1940, dem Tag des deutschen Angriffs auf Belgien, wurde Abrahamson in Gent gefangen genommen und in einem 52 Stunden dauernden Transport ohne Wasser, Essen und sanitäre Einrichtungen nach Saint Cyprien im Gebiet des Vichy-Regimes gebracht und im dortigen Konzentrationslager für Vertriebene interniert. Nachdem ihm die Flucht aus dem Lager gelungen war, konnte er in Marseille untertauchen, wo auch seine Frau Kornelia (Nelli) und die beiden Kindern Edward (Aha´aron Zeʾev) und Hannah wieder traf. Nachdem er ein US-Visum erhalten hatte, erreichte er mit seiner Familie am 25. November 1941 Hoboken in New Jersey in den Vereinigten Staaten. In New York sangen im Januar 1945 Moshe Ganchoff (vor 1906–1997) und die Sopranistin Maria Reine vierzehn seiner in Lieder in einem Konzert, darunter unter anderem das Lied Ghetto. In den Jahren kurz nach dem Zweiten Weltkrieg schloss er sich in New York Untergrundgruppen an, die Waffenlieferungen an den gerade entstehenden Staat Israel organisierten. 1973 emigrierte er kurz nach dem Jom-Kippur-Krieg nach Israel, wo er 1992 starb.

## Werke (Auswahl)
Arie Abrahamson schrieb eine Reihe von liturgischen Werken und Liedern auf Hebräisch und Jiddisch. Als junger Vater schrieb er Lieder für und über Kinder mit hebräischen, jiddischen, deutschen und englischen Texten. Viele seiner Lieder waren im Repertoire bekannter Sänger wie Joseph Schmidt, Moshe Ganchoff (vor 1906–1997), Moshe Koussevitzky (1899–1966) und Sidor Belarsky (1898–1975). Ein Großteil seiner Werke ist noch nicht veröffentlicht und eingespielt.
- Shtil Mayn Harts (Yokheved Sheinfrukht), gesungen von Seymour Schwartzman auf POM Records[2]
- Idishe oigen, Text: Zalman Shazar, Lied  für hohe Stimme und Klavier OCLC 52338920
- Tsu mayn mamen, Text: Zalman Shazar, Lied für hohe Stimme und Klavier OCLC 52338920
- Fünf Lieder, I Chof Tel-Awiw, Text: Levin Kipnis II Ghetto Text: Abraham Reisen, 1932 III Mein Lied oder Der Tränenmillionär Text: Morris Rosenfeld, 1938 IV Hen rak esmol Text: Lewin Kipis V Tanjo OCLC 22987015
- Bakatzir [Erntezeit], Text: Jakob Fichmann, 1932
- Hen Rak Etmol [Nur gestern], Text: Levin Kipnis, 1932
- Yefe Nof, Text: Jehuda ha-Levi, 1932
- Unter die Grininke Boimeloch, Text: Chaim Nachman Bialik
- Sturm, Text: Morris Rosenfeld, 1933
- Tanjo, 1936
- Kinderreim, Text: Hugo Salus, 1936
- Hashmonaim Ketanim, Text: Salman Schasar
- S’u Nes Ziona, Text: Saul Tschernichowski
- Grine Felder, Text:  Aliza Grinblatt (1888–1975), 1939
- Still mayn Hartz, Text: Yocheved Scheinfrucht-Spingarn, 1939
- Wo senen die Chaloimes [Wo sind die Träume], Text: Yocheved Scheinfrucht-Spingarn, 1939
- Ribbon Alam [Herr des Universums]
- In the stillinke Farnachten [In der Stille der Dämmerung], Text: Yocheved Scheinfrucht-Spingarn, 1940
- Der Ikker, Text: A. Almi
- A Spiel Aza, Text: Aliza Grinblatt, 1942. Eingespielt von Mark Olf (1905–1987) und veröffentlicht bei Folkways
- Es weisen blois die Went [Es wissen nur die Wände], Text: Aliza Grinblatt
- Yiddishe Oygen (Jüdische Augen), Text: Salman Schasar
- Maccabean Rage, Text: Emma Lazarus, 1973
- Yiddishe Gasse, Text: Abraham Sutzkever

## Einspielungen
- Auf der CD Baladen spielte die Pressburg Klezmer Band 2018 mehrere Lieder Arie ben Erez Abrahamsons ein.